# Cantonul Chorges
Cantonul Chorges este un canton din arondismentul Gap, departamentul Hautes-Alpes, regiunea Provence-Alpes-Côte d'Azur, Franța.

## Comune
- Bréziers
- Chorges (reședință)
- Espinasses
- Prunières
- Remollon
- Rochebrune
- Rousset
- Théus